# Канјон Рим (Јута)
Канјон Рим (енгл. Canyon Rim) град је у америчкој савезној држави Јута.

## Демографија
По попису из 2000. године број становника је 10.428.
| Група             | 2000.         | 2010.    |
| Белци             | 9.801 (94,0%) | 0 (0,0%) |
| Афроамериканци    | 56 (0,5%)     | 0 (0,0%) |
| Азијати           | 163 (1,6%)    | 0 (0,0%) |
| Хиспаноамериканци | 250 (2,4%)    | 0 (0,0%) |
| Укупно            | 10.428        | 0        |